# Лудвиг Фердинанд фон Шьонайх-Каролат
Лудвиг Фердинанд Карл Ердман Александер Деодатус фон Шьонайх-Каролат (на немски: Ludwig Ferdinand Karl Erdmann Alexander Deodatus von Schoenaich-Carolath; *	26 юни 1811 в Кьолмхен, окр. Фрайщат, Силезия, днес в Полша; † 22 януари 1862 в Амтиц в Любушко войводство, Полша) е принц на Шьонайх-Каролат (Зиедлиско) в Силезия, Полша.
Той е единствен син на принц Карл Вилхелм Филип Фердинанд фон Шьонайх-Каролат (1785 – 1820) и съпругата му графиня Бианка Олимпия Августа Шарлота Хермина фон Пюклер, фрайин фон Гродиц (1792 – 1834), дъщеря на граф Лудвиг Карл Ханс Ердман фон Пюклер-Мускау, фрайхер фон Гродиц (1754 – 1811) и графиня Клементина Кунигунда Шарлота Олимпия Луиза фон Каленберг (1770 – 1850). Внук е на 3. княз Хайнрих Карл Ердман фон Каролат-Бойтен (1759 – 1817), граф фон Шьонайх, фрайхер на Бойтен, и принцеса Амалия фон Саксония-Майнинген (1762 – 1798). Правнук е на 2. княз Йохан Карл Фридрих фон Каролат-Бойтен (1716 – 1791) и принцеса Йохана Вилхелмина фон Анхалт-Кьотен (1728 – 1786).
Майка му Хермина се омъжва втори път на 15 април 1822 г. в Мюнхен за граф Йозеф фон Тауфкирхен-Гутенбург (1793 – 1861).

## Фамилия
Лудвиг Фердинанд фон Шьонайх-Каролат се жени на	4 октомври 1840 г. за принцеса Аделхайд фон Шьонайх-Каролат (* 9 декември 1823, Каролат; † 27 август 1841, Гелхаузен), дъщеря на 4. княз Хайнрих Карл Вилхелм фон Каролат-Бойтен (1783 – 1864) и графиня Аделхайд фон Папенхайм (1797 – 1849). Бракът е бездетен. Тя умира на 17 години.
Лудвиг Фердинанд фон Шьонайх-Каролат се жени втори път на 8 май 1843 г. в Бреслау (Вроцлав) за графиня Ванда Хедвиг Агнес Августа Луиза Луитгарда Кламорина Хенкел фон Донерсмарк (* 1 ноември 1826, Бреслау; † 11 февруари 1907, Флоренция), дъщеря на граф Карл Лазарус Хенкел фон Донерсмарк (1772 – 1864) и графиня Юлия фон Болен (1800 – 1866).
Те имат четири деца:
- Карл Лудвиг Ердман Фердинанд фон Каролат-Бойтен (* 14 февруари 1845, Дрезден; † 6 юли 1912, Бад Хомбург), 5. княз на Каролат-Бойтен, граф фон Шьонайх, фрайхер на Бойтен, женен I. на 23 април 1866 г. за графиня Елизабет фон Хацфел-Трахенберг (* 19 ноември 1839; † 12 януари 1914), II. на 4 февруари 1886 г. във Фестенберг за графиня Катарина фон Райхенбах-Гошюц (* 10 март 1861; † 9 ноември 1941); има общо 6 деца
- Луиза Ванда Юлия Агнес фон Шьонайх-Каролат (* 4 ноември 1847, Бреслау; † 30 септември 1929, Мюнхен), омъжена на 21 септември 1869 г. в Каролат за граф Фридрих Карл Лудвиг Райнхард фон Луксбург (* 21 август 1829, Дрезден; † 23 ноември 1905, Вюрцбург)
- Ванда Аделхайд Бианка Клементина Цецилия фон Шьонайх-Каролат (* 15 февруари 1849, Бреслау; † 29 май 1925, Мелендорф), омъжена на 7 октомври 1872 г. в Мюнхен за принц Георг Хайнрих Фридрих Август фон Шьонайх-Каролат (* 12 август 1846, Забор; † 23 февруари 1910, Мелендорф), син на принц Фердинанд Хайнрих Ердман фон Шьонайх-Каролат (1818 – 1893) и принцеса Йохана Елеонора Фридерика Еберхардина Ройс (1820 – 1878)
- Хайнрих фон Шьонайх-Каролат (* 24 април 1852, Амтиц; † 20 юни 1920, Амтиц), принц, женен на 4 октомври 1888 г. в Дройсиг за принцеса	Маргарета фон Шьонбург-Валденбург (* 18 юли 1864; † 26 януари 1937); нямат деца